# (3436) Ибадинов
(3436) Ибадинов (лат. Ibadinov) — типичный астероид главного пояса, открыт 24 сентября 1976 года советским астрономом Николаем Черных в Крымской астрофизической обсерватории и 28 апреля 1991 года назван в честь таджикского астронома Хурсандқула Ибадинова.

## Обнаружение и именование
(3436) Ибадинов
Открыт 24 сентября 1976 года в Научном Н. С. Черных.
Назван в честь Хурсандкула Ибадинова — исследователя комет, основателя и руководителя лаборатории моделирования кометных процессов Института астрофизики Академии наук Таджикистана в Душанбе.
Оригинальный текст (англ.)3436 Ibadinov
Discovered 1976-09-24 by Chernykh, N. at Nauchnyj.
Named in honor of Hursandkul Ibadinov, researcher on comets, founder and head of the laboratory for modeling cometary processes at the Tadjik Academy of Sciences' Institute of Astrophysics in Dushanbe.
Источники: DISCOVERY.DB; M.P.C. 18137.

## Орбита

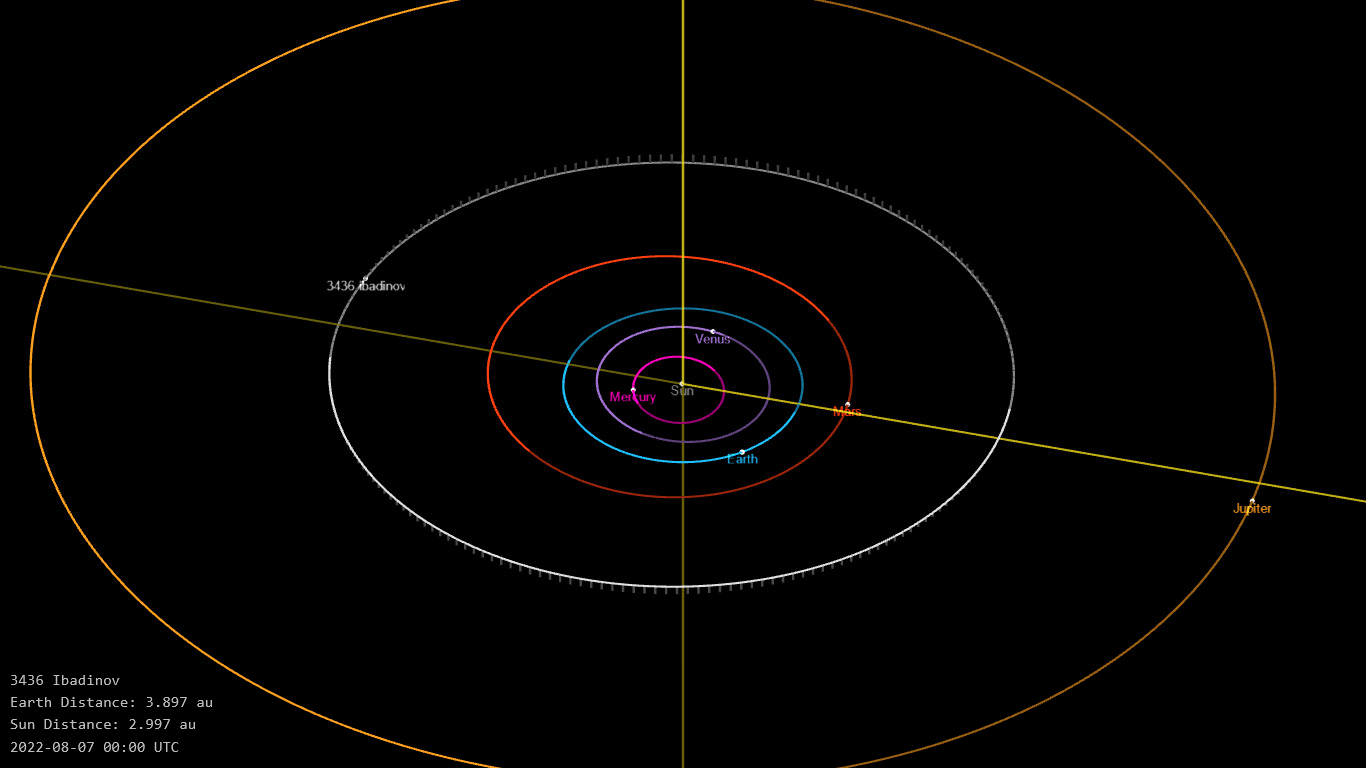
Орбита астероида Ибадинов и его положение в Солнечной системе

## Физические характеристики
Из наблюдений системы телескопов панорамного обзора и быстрого реагирования Pan-STARRS следует, что астероид относится к таксономическому классу S
По результатам наблюдений в видимом и ближнем инфракрасном диапазоне космического телескопа NEOWISE диаметр астероида оценивался равным 8,025±0,031 км. Согласно тем же источникам альбедо оценивается как 0,3965±0,0389 и 0,397±0,039.